# خوسيه كانديدو دي كارفاليو
خوسيه كانديدو دي كارفاليو (بالإنجليزية: José Cândido de Carvalho)‏ (5 أغسطس 1914، كامبوس دوس غويتاكازس في البرازيل - 1 أغسطس 1989، نيتيروي في البرازيل)؛ صحفي وروائي برازيلي.

## روابط خارجية
- خوسيه كانديدو دي كارفاليو على موقع IMDb (الإنجليزية)
- خوسيه كانديدو دي كارفاليو على موقع قاعدة بيانات الفيلم (الإنجليزية)